# Lokomotíva Slávia UK Bratislava
Lokomotíva Slávia UK Bratislava (celým názvem: Lokomotíva Slávia Univerzita Komenského Bratislava) byl slovenský univerzitní basketbalový klub, který sídlil v Bratislavě ve stejnojmenném kraji. Oddíl patřil pod patronát Univerzity Komenského v Bratislavě. Založen byl v roce 1995 po fúzi Slávie UK Bratislava a Lokomotívy Bratislava. Zanikl v roce 2008. Klubové barvy byly červená a bílá.
Své domácí zápasy odehrával v hale na Domkárskej ulici.

## Historické názvy
Zdroj: 
- 1995 – Lokomotíva Slávia UK Bratislava (Lokomotíva Slávia Univerzita Komenského Bratislava)
- 1998 – fúze s BK Istrobanka Bratislava ⇒ BK Istrobanka LS UK Bratislava (Basketbalový klub Istrobanka Lokomotíva Slávia Univerzita Komenského Bratislava)
- 2004 – BK Lokomotíva Slávia UK Bratislava (Basketbalový klub Lokomotíva Slávia Univerzita Komenského Bratislava)

## Umístění v jednotlivých sezonách – ženy
Zdroj: 
Legenda: ZČ - základní část, červené podbarvení - sestup, zelené podbarvení - postup, fialové podbarvení - reorganizace, změna skupiny či soutěže
| Slovensko (1995 – 2008)                                               |                                    |           |                     |           |                                           |
| Sezóna                                                                | Název v ročníku                    | Úroveň    | Soutěž              | ZČ        | Play-off                                  |
| 1995/96                                                               | Lokomotíva Slávia UK Bratislava    | 2. úroveň | 2. liga             | ?. místo  |                                           |
| 1996/97                                                               | Lokomotíva Slávia UK Bratislava    | 2. úroveň | 2. liga             | 1. místo  | Postup                                    |
| 1997/98                                                               | Lokomotíva Slávia UK Bratislava    | 1. úroveň | 1. liga             | 11. místo | Play-out (3. místo); odhlášení ze soutěže |
| Před začátkem sezóny 1998/99 došlo k fúzi s BK Istrobanka Bratislava. |                                    |           |                     |           |                                           |
| 1998/99                                                               | BK Istrobanka LS UK Bratislava     | 1. úroveň | 1. liga             | 7. místo  |                                           |
| 1999/00                                                               | BK Istrobanka LS UK Bratislava     | 1. úroveň | 1. liga             | 7. místo  | Čtvrtfinále                               |
| 2000/01                                                               | BK Istrobanka LS UK Bratislava     | 1. úroveň | 1. liga             | 5. místo  | Čtvrtfinále                               |
| 2001/02                                                               | BK Istrobanka LS UK Bratislava     | 1. úroveň | 1. liga             | 4. místo  | Zápas o 3. místo (výhra)                  |
| 2002/03                                                               | BK Istrobanka LS UK Bratislava     | 1. úroveň | 1. liga             | 7. místo  | Play-out (3. místo)                       |
| 2003/04                                                               | BK Istrobanka LS UK Bratislava     | 1. úroveň | Extraliga           | 7. místo  | Play-out (3. místo)                       |
| 2004/05                                                               | BK Lokomotíva Slávia UK Bratislava | 1. úroveň | Extraliga           | 7. místo  | Play-out (4. místo); sestup               |
| 2005/06                                                               | BK Lokomotíva Slávia UK Bratislava | 2. úroveň | 1. liga – sk. Západ | 6. místo  | Play-out (3. místo); sestup               |
| ...                                                                   |                                    |           |                     |           |                                           |
| 2007/08                                                               | BK Lokomotíva Slávia UK Bratislava | 2. úroveň | 1. liga – sk. Západ | 2. místo  | Finálová skupina (4. místo)               |

## Účast v mezinárodních pohárech
Zdroj: 
| Výkonnostní úrovně                                                              |
| superpohár – Superpohár v basketbalu žen                                        |
| 1. výkonnostní úroveň – Pohár mistrů evropských zemí, Euroliga v basketbalu žen |
| 2. výkonnostní úroveň – Pohár Ronchettiové, EuroCup v basketbalu žen            |

Legenda: EL - Euroliga v basketbalu žen, PMEZ - Pohár mistrů evropských zemí, EC - EuroCup v basketbalu žen, SP - Superpohár v basketbalu žen, PR - Pohár Ronchettiové
- PR 1998/99 – Předkolo